# SWEG VT 500

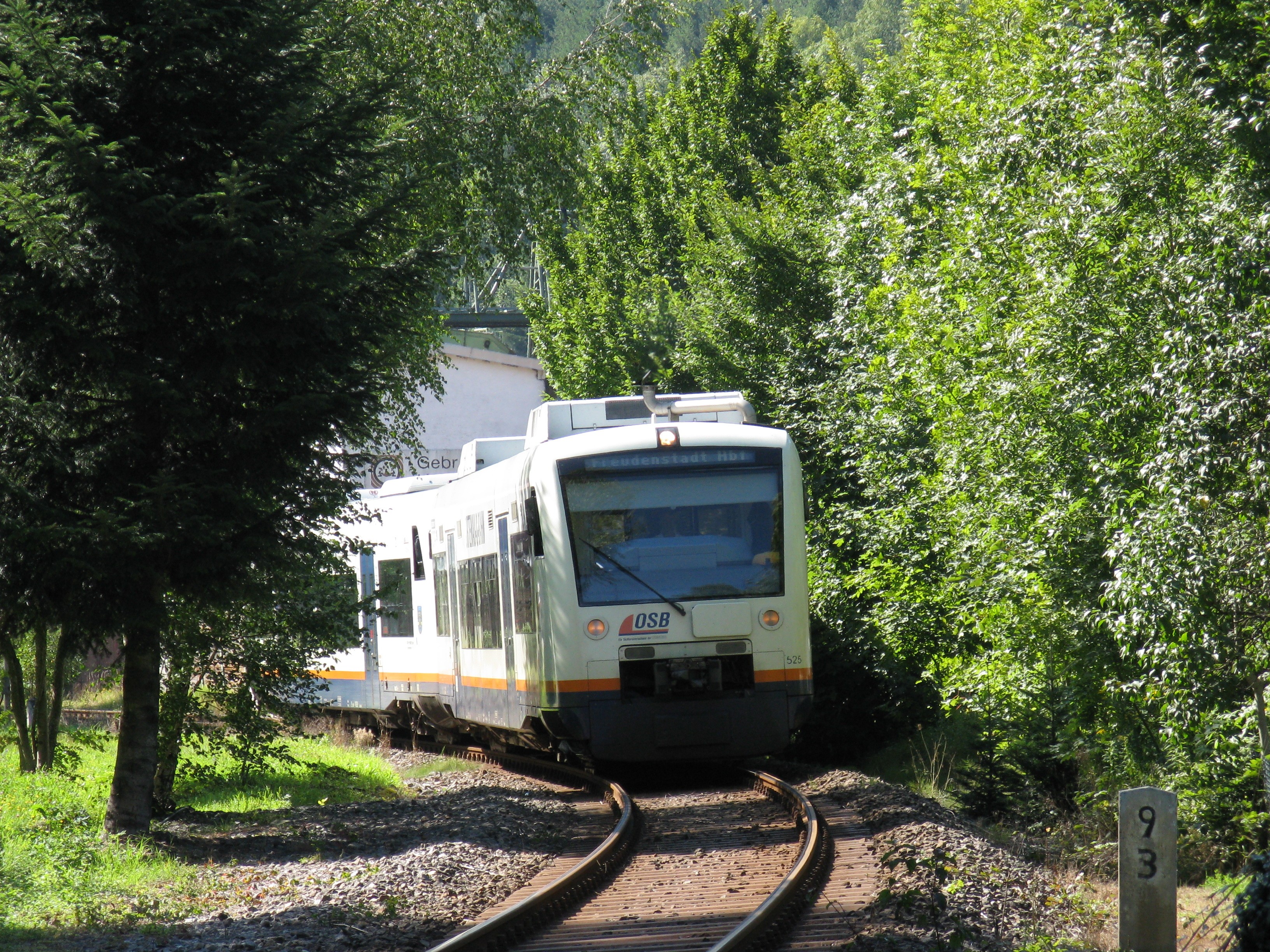
in Halbmeil in augustus 2008

De VT 500 ook wel Regio-Shuttle genoemd is een dieseltreinstel, een zogenaamde lichtgewichttrein met lagevloerdeel voor het regionaal personenvervoer van de Südwestdeutsche Verkehrs AG (SWEG) en de Ortenau-S-Bahn (OSB).

## Geschiedenis
Oorspronkelijk werd de Regio-Shuttle door ADtranz gebouwd. Toen Bombardier ADtranz overnam, mocht Bombardier de Regio-Shuttle om kartelrechterlijke redenen niet meer bouwen. De licentie kwam toen in handen van Stadler Rail. Bombardier bouwt nu de ITINO, een treinstel dat gebaseerd is op de Regio-Shuttle. Stadler Rail ontwikkelde de trein verder als Regio-Shuttle RS 1.
Op 10 december 1962 werd in Ettlingen de Südwestdeutsche Verkehrs AG (SWEG) opgericht, door de deelstaat Baden-Württemberg. Dit om de met opheffing bedreigde trajecten van de particuliere spoorwegonderneming Deutsche Eisenbahn-Betriebsgesellschaft (DEBG) in stand te houden.
De Ortenau-S-Bahn GmbH (OSB) is sinds 24 mei 1998 een dochteronderneming van de Südwestdeutsche Verkehrs AG (SWEG), die het regionaal personenvervoer verzorgt naar Straatsburg en langs de Kinzig naar Freudenstadt.
De trenen VT 509 - VT 514 zijn voor het regionaal personenvervoer met Frankrijk toegelaten en uitgerust met de Franse beveiligingsapparatuur.
De treinen VT 527 - VT 532 werden in 2005 gebouwd door Stadler Rail.

## Constructie en techniek
Het treinstel is opgebouwd uit een stalen frame met een frontdeel van GVK. Het treinstel heeft een lagevloerdeel. Deze treinstellen kunnen tot drie stuks gecombineerd rijden. De treinen zijn uitgerust met luchtvering.

### Namen
De treinen van de Ortenau-S-Bahn (OSB) werden voorzien van de volgende namen:
- VT 509 Oberharmersbach (Toegelaten in Frankrijk)
- VT 510 Oberkirch (Toegelaten in Frankrijk)
- VT 511 Kappelrodeck (Toegelaten in Frankrijk)
- VT 512 Oppenau (Toegelaten in Frankrijk)
- VT 513 Stadt Achern (Toegelaten in Frankrijk)
- VT 514 Bad Peterstal-Griesbach
- VT 515 Haslach
- VT 516 Zell a. H.
- VT 517 Steinach
- VT 518 Hausach
- VT 519 Ottenhöfen
- VT 520 Offenburg
- VT 521 Kreisstadt Kehl
- VT 522 Gengenbach
- VT 523 Lautenbach
- VT 524 Biberach
- VT 525 Willstätt
- VT 526 Appenweier
- VT 527 Wolfach
- VT 528 Schiltach
- VT 529 Schenkenzell
- VT 530 Freudenstadt
- VT 531 Alpirsbach
- VT 532 Loßburg

## Treindiensten
De treinen worden door Südwestdeutsche Verkehrs AG (SWEG) ingezet op de volgende trajecten.
- Achertalbahn: Achern - Ottenhöfen
- Harmersbachtalbahn: Biberach (Baden) - Oberharmersbach-Riersbach
- Kaiserstuhlbahn: Gottenheim - Riegel a. K. - Breisach
- Münstertalbahn: Bad Krozingen - Münstertal

De treinen worden door Ortenau-S-Bahn (OSB) ingezet op de volgende trajecten.
- Badische Hauptbahn / Rheintalbahn: Offenburg - Achern over Appenweier
- Achertalbahn: Achern - Ottenhöfen
- Achertalbahn / Badische Hauptbahn / Rheintalbahn: Ottenhöfen - Offenburg-Kreisschulzentrum over Achern, Appenweier en Offenburg
- Renchtalbahn Offenburg - Bad Griesbach over Appenweier, Oberkirch en Oppenau
- Europabahn: Offenburg - Kehl (- Straßburg) over Appenweier
- Schwarzwaldbahn: Offenburg - Hausach
- Kinzigtalbahn: (Offenburg - ) Hausach - Freudenstadt Hbf
- Harmersbachtalbahn (Offenburg -) Biberach - Oberharmersbach-Riersbach